# اورلاندو د لا توره
اورلاندو د لا توره (اسپانیایی: Orlando de la Torre‎; ۲۱ نوامبر ۱۹۴۳ – ۲۴ اوت ۲۰۲۲) بازیکن فوتبال اهل پرو بود.
از باشگاه‌هایی که در آن بازی کرده‌است می‌توان به باشگاه فوتبال اسپورتینگ کریستال اشاره کرد.
وی همچنین در تیم ملی فوتبال پرو بازی کرده‌است.